# Karl Godulla
Karl Godulla (polnisch Karol Godula) (* 8. November 1781 in Makoschau (heute Stadtteil von Zabrze), Oberschlesien; † 6. Juli 1848 in Breslau) war ein schlesischer Großindustrieller. Der „preußische Zinkkönig“, wie er auch bezeichnet wurde, war einer der Pioniere der Entwicklung Oberschlesiens zum deutschen Bergbau- und Industriezentrum.

## Leben und Wirken

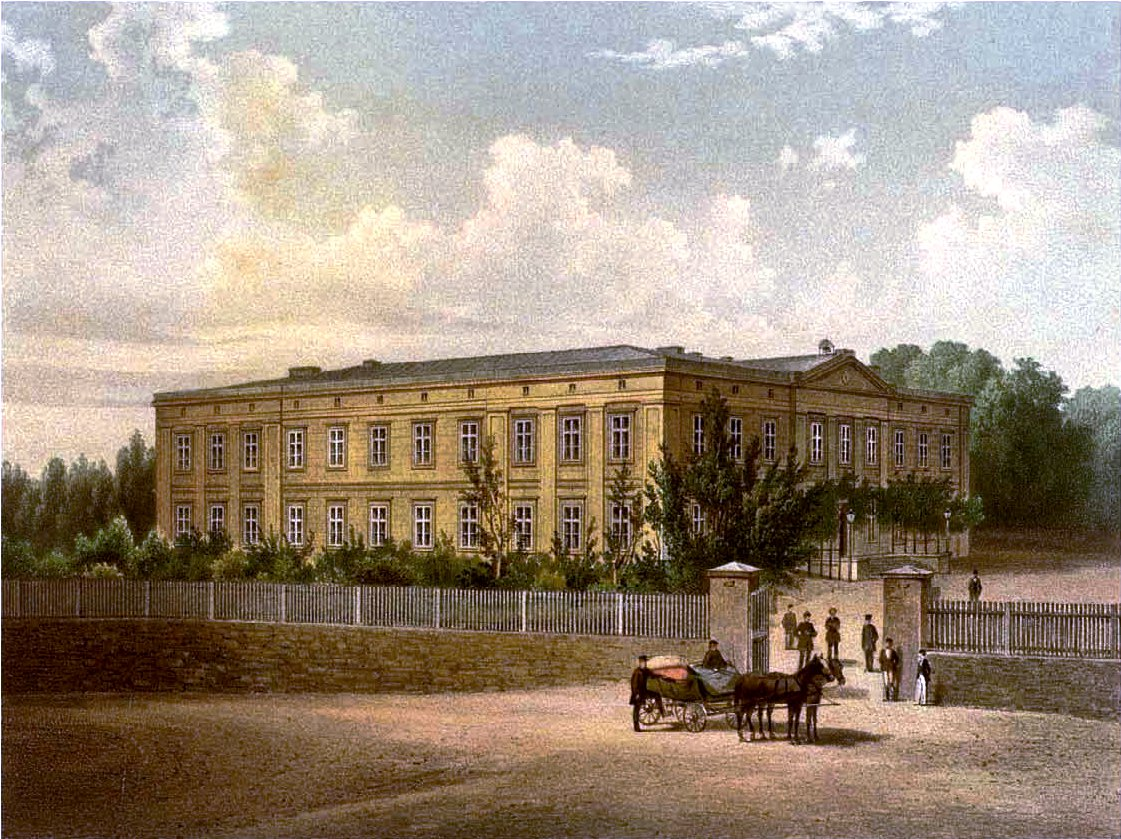
Schloss Schomberg-Orzegow um 1860, Sammlung Alexander Duncker

Godulla wuchs als Sohn eines Jagdhüters in bescheidenen Verhältnissen auf und begab sich in die Dienste des Grafen Carl Franz von Ballestrem, der den intelligenten, ehrgeizigen und geschäftstüchtigen jungen Mann förderte. 1807 wurde Godulla zum Verwalter der Güter und Betriebe des Grafen ernannt, 1818 stieg er zu dessen Bevollmächtigten auf. Mit 28 Freikuxen der Karlshütte in Ruda, die Godulla vom Grafen von Ballestrem zum Dank erhielt, begann seine unternehmerische Karriere. Bald besaß er eigene Steinkohlengruben, Galmeibergwerke und Hütten. Karl Godulla führte neue Aufbereitungsverfahren ein und begann auch mit dem Abbau von feuerfestem Ton bei Ruda. 1826 wurde Godulla auch Besitzer des Rittergutes Schomberg-Orzegow in Oberschlesien.
Durch die Einführung der industriellen Gewinnung von Zink aus den reichen Galmeierzvorkommen Oberschlesiens erlangte er ein großes Vermögen. Godulla ließ Zinkhütten errichten und neue Bergwerke aufschließen. Als er starb, gehörten ihm 80 Zinkbergwerke, vier Zinkhütten sowie 48 Steinkohlengruben. Hinzu kam noch ein beträchtlicher Landbesitz.
Godulla galt als sparsamer Mensch, der lieber in seinem Holzhäuschen in Ruda als in seinem Schloss Schomberg wohnte. Er war sehr arbeitsam und gönnte sich wenig Ruhe und legte diese Maßstäbe auch für seine Angestellten und Arbeiter an, dabei ging er konsequent gegen Faulheit und die unter den oberschlesischen Bergarbeitern verbreitete Trunksucht vor.
Karl Godulla blieb kinderlos und unverheiratet. Er nahm das Arbeiterkind Johanna Gryzik an Kindes statt an. Er starb 1848 und wurde in der Kirche zu Schomberg beigesetzt. Seine Adoptivtochter wurde 1858 durch den preußischen König Friedrich Wilhelm IV. in den Adelsstand erhoben und führte fortan den Namen Johanna Gryzik von Schomberg-Godulla, so dass sie im selben Jahr den Grafen Hans-Ulrich von Schaffgotsch heiraten konnte. Aus dem Imperium des Karl Godulla entstand schließlich die Gräflich Schaffgotsch’sche Grubenverwaltung. Nach ihm wurde der Rudaer Ortsteil Godullahütten (heute zu Ruda Śląska) benannt.